# 郭南宏
郭南宏（1936年10月23日—2023年1月1日），臺南市人，曾任國立交通大學工學院代理院長、國立交通大學校長、國立高雄工專校長、長庚大學校長、交通部部長及行政院國家科學委員會主任委員等職。

## 學歷
- 美國 西北大學電機工程所 博士(1963 - 1966)[3]
- 台灣 國立交通大學電子研究所 碩士 (1958 - 1960)
- 台灣 國立台灣大學 電機工程學系 學士(1954 - 1958)
- 台灣 臺灣省立臺南第一高級中學 (1951 - 1954)

## 經歷
- 長庚大學 校長(2000 - 2003)
- 全景軟體股份有限公司董事長 (1998 - 2000)
- 國立交通大學 兼任教授主持科技與管理講座(1996 - 2000)
- 宏碁基金會首席顧問 (1996 - 1999)
- 中華民國行政院國家科學委員會 主任委員(1993 - 1996)
- 中華民國行政院 政務委員、科技顧問組召集人、資訊推動小組召集人 (1990 - 1993)
- 中華民國交通部 部長(1987 - 1989)
- 國立交通大學 校長(1979 - 1987)[4]
- 國立交通大學工學院 院長(1978 - 1979)
- 國立高雄工專 校長 (1977/2 - 1977/8)   [5]
- 中華民國教育部 技術職業教育司司長 (1974 - 1976)
- 國立交通大學工學院 代理院長 (1972 - 1974)
- 國立交通大學工學院 電子工程學系系主任、電子研究所代理所長、代理教務長(1968 - 1972)
- 英屬哥倫比亞大學 電機工程學系教師與研究員 (1967 - 1968)
- 英屬哥倫比亞大學 電機工程學系博士後研究(1966 - 1967)

## 褒揚令
2023年1月10日，國立陽明交通大學於光復校區舉辦追思紀念會。總統府同時頒授褒揚令，由陽明交大林奇宏校長代表宣讀，表彰郭南宏校長對教育、科學及交通運輸之貢獻。前行政院長毛治國、前經濟部部長張家祝等百名郭南宏校長之親友皆到場致意，場面溫馨且莊嚴。褒揚令全文為：

交通部前部長、國立交通大學前校長郭南宏，逸材淵識，朗潤詳雅。少歲卒業國立交通大學，未幾負笈遊美，獲西北大學電機工程博士學位，抱志礱砥，白玉映沙。遄返後，歷任母校暨長庚大學校長、崑山科技大學董事等職，殫精校地覓取擴建，厚實前瞻學務品質；滋培傑秀科研人才，增益多元軟硬體設施，沾溉默化，桃李春風。嗣接掌交通部，開放高速公路路權，籌維計程車管理興革；碩擘開放天空政策，張拓國內外航線市場，遠圖宿慮，謨斷有方；明若觀火，諸緒迭陳。尤於行政院政務委員暨國科會主任委員任內，規劃產學合作架構，推引光電生物科技；力促園區選址動土，深耕南臺產業鏈結；眷注長期生態尋究，倡提國際交流研習，蹈機握杼，流金爍石。綜其生平，肇啟臺灣交通運輸網絡新局，丕奠國家科學永續發展利基，英聲遐軌，器舉瑚璉；鴻猷孔懋，卷帙聿昭。遽聞溘然殂殞，軫悼彌殷，應予明令褒揚，用示政府崇禮邦彥之至意。

總　　　統　蔡英文　　　　

行政院院長　蘇貞昌　　　　

## 著作
- Note On The Diffraction By A Right-angled dielectric wedge
- On The Function-theoretic technique